# Iveta Zelingerová
Iveta Zelingerová, po mężu Fořtová (ur. 21 czerwca 1972 w Uściu nad Orlicą) – czeska biegaczka narciarska, reprezentująca też Czechosłowację, czterokrotna medalistka mistrzostw świata juniorów.

## Kariera
W 1989 roku wystąpiła na mistrzostwach świata juniorów w Vang, gdzie zdobyła brązowy medal w sztafecie. Podczas rozgrywanych rok później mistrzostw świata juniorów w Les Saisies była druga w biegu na 5 km stylem klasycznym. Ponadto na mistrzostwach świata juniorów w Vuokatti w 1992 roku wywalczyła srebrny medal w sztafecie oraz brązowy w biegu na 15 km.
W Pucharze Świata zadebiutowała 4 stycznia 1992 roku w Kawgołowie, zajmując 43. miejsce w biegu na 15 km stylem klasycznym. Pierwsze punkty zdobyła w zawodach tego cyklu zdobyła już 11 stycznia 1992 roku w Cogne, kończąc bieg na dystansie 30 km techniką dowolną na dwunastej pozycji. Wielokrotnie startowała w zawodach PŚ, jednak nigdy nie znalazła się w czołowej dziesiątce. W klasyfikacji generalnej sezonu 1991/1992 zajęła 40. miejsce.
W 1992 roku wystąpiła na igrzyskach olimpijskich w Albertville, zajmując między innymi szóste miejsce w sztafecie i osiemnaste  miejsce w biegu 5 km klasykiem. Startowała też na igrzyskach olimpijskich w Lillehammer w 1994 roku i rozgrywanych cztery lata później igrzyskach w Nagano, jednak osiągała słabsze wyniki. Była również piąta w sztafecie podczas mistrzostw świata w Falun (1993) i mistrzostw świata w Trondheim (1997) oraz osiemnasta w biegu na 15 km klasykiem na mistrzostwach świata w Thunder Bay (1995).

## Osiągnięcia

### Igrzyska olimpijskie
| Miejsce | Dzień     | Rok  | Miejscowość | Konkurencja             | Czas biegu | Strata  | Zwyciężczyni      |
| ------- | --------- | ---- | ----------- | ----------------------- | ---------- | ------- | ----------------- |
| 18.     | 13 lutego | 1992 | Albertville | 5 km stylem klasycznym  | 14:13,8    | +52,6   | Marjut Lukkarinen |
| 24.     | 15 lutego | 1992 | Albertville | 5+10 km pościgowy       | 40:07,7    | +3:09,7 | Lubow Jegorowa    |
| 6.      | 17 lutego | 1992 | Albertville | Sztafeta 4 × 5 km       | 59:34,8    | +2:02,6 | WNP               |
| 22.     | 21 lutego | 1992 | Albertville | 30 km stylem dowolnym   | 1:22:30,1  | +9:09,0 | Stefania Belmondo |
| 41.     | 13 lutego | 1994 | Lillehammer | 15 km stylem dowolnym   | 39:44,5    | +7:11,8 | Manuela Di Centa  |
| 43.     | 15 lutego | 1994 | Lillehammer | 5 km stylem klasycznym  | 14:08,8    | +2:06,8 | Lubow Jegorowa    |
| 33.     | 17 lutego | 1994 | Lillehammer | 5+10 km pościgowy       | 41:38,9    | +5:01,9 | Lubow Jegorowa    |
| 9.      | 21 lutego | 1994 | Lillehammer | Sztafeta 4 × 5 km       | 57:12,5    | +4:49,6 | Rosja             |
| DNF     | 24 lutego | 1994 | Lillehammer | 30 km stylem klasycznym | 1:25:41,6  | -       | Manuela Di Centa  |
| 44.     | 8 lutego  | 1998 | Nagano      | 15 km stylem klasycznym | 46:55,4    | +5:30,9 | Olga Daniłowa     |

### Mistrzostwa świata
| Miejsce | Dzień     | Rok  | Miejscowość | Konkurencja             | Czas biegu | Strata  | Zwyciężczyni                   |
| ------- | --------- | ---- | ----------- | ----------------------- | ---------- | ------- | ------------------------------ |
| 40.     | 21 lutego | 1993 | Falun       | 5 km stylem klasycznym  | 14:07,6    | +1:13,2 | Łarisa Łazutina                |
| 26.     | 23 lutego | 1993 | Falun       | 5+10 km pościgowy       | 40:19,0    | +2:22,6 | Stefania Belmondo              |
| 5.      | 25 lutego | 1993 | Falun       | Sztafeta 4 × 5 km       | 54:15,7    | +1:15,1 | Rosja                          |
| 29.     | 27 lutego | 1993 | Falun       | 30 km stylem dowolnym   | 1:22:41,3  | +7:58,8 | Stefania Belmondo              |
| 18.     | 10 marca  | 1995 | Thunder Bay | 15 km stylem klasycznym | 41:27,5    | +3:54,2 | Łarisa Łazutina                |
| 40.     | 12 marca  | 1995 | Thunder Bay | 5 km stylem klasycznym  | 15:23,7    | +1:51,8 | Łarisa Łazutina                |
| 23.     | 14 marca  | 1995 | Thunder Bay | 5+10 km pościgowy       | 43:19,6    | +3:17,3 | Łarisa Łazutina                |
| 8.      | 16 marca  | 1995 | Thunder Bay | Sztafeta 4 × 5 km       | 53:47,6    | +5:35,6 | Rosja                          |
| 30.     | 18 marca  | 1995 | Thunder Bay | 30 km stylem dowolnym   | 1:16:27,3  | +7:45,5 | Jelena Välbe                   |
| 23.     | 23 lutego | 1997 | Trondheim   | 5 km stylem klasycznym  | 13:32,7    | +38,4   | Jelena Välbe                   |
| 28.     | 24 lutego | 1997 | Trondheim   | 5+10 km pościgowy       | 39:13,5    | +2:41,3 | Stefania Belmondo Jelena Välbe |
| 5.      | 27 lutego | 1997 | Trondheim   | Sztafeta 4 × 5 km       | 56:40,2    | +1:36,4 | Rosja                          |
| 23.     | 23 lutego | 1997 | Trondheim   | 30 km stylem klasycznym | 13:32,7    | +6:41,2 | Jelena Välbe                   |

### Mistrzostwa świata juniorów
| Miejsce | Dzień    | Rok  | Miejscowość   | Konkurs                | Wynik     | Strata  | Zwyciężczyni        |
| ------- | -------- | ---- | ------------- | ---------------------- | --------- | ------- | ------------------- |
| 15.     | 16 marca | 1989 | Vang          | 15 km stylem dowolnym  | 50:30,3   | +3:38,6 | Stefania Belmondo   |
| 17.     | 18 marca | 1989 | Vang          | 5 km stylem klasycznym | 16:21,8   | +58,8   | Stefania Belmondo   |
| 3.      | 19 marca | 1989 | Vang          | Sztafeta 4 × 5 km      | 1:05:15,0 | +34,0   | ZSRR                |
| 7.      | 29 marca | 1990 | Les Saisies   | 15 km stylem dowolnym  | 48:02,8   | +1:50,0 | Gabriele Heß        |
| 2.      | 30 marca | 1990 | Les Saisies   | 5 km stylem klasycznym | 15:19,9   | +16,7   | Olga Daniłowa       |
| 4.      | 31 marca | 1990 | Les Saisies   | Sztafeta 4 × 5 km      | 1:04:35,7 | +52,5   | ZSRR                |
| 28.     | 6 marca  | 1991 | Reit im Winkl | 5 km stylem klasycznym | 15:08,2   | +1:28,2 | Siri Halle          |
| 5.      | 10 marca | 1991 | Reit im Winkl | Sztafeta 4 × 5 km      | 57:59,7   | +1:27,7 | Norwegia            |
| 10.     | 18 marca | 1992 | Vuokatti      | 5 km stylem klasycznym | 14:39,3   | +33,4   | Kateřina Neumannová |
| 3.      | 22 marca | 1992 | Vuokatti      | 15 km stylem dowolnym  | 38:31,6   | +33,1   | Olga Korniejewa     |
| 2.      | 20 marca | 1992 | Vuokatti      | Sztafeta 4 × 5 km      | ?         | ?       | Finlandia           |

### Puchar Świata

#### Miejsca w klasyfikacji generalnej
- sezon 1991/1992: 40.
- sezon 1992/1993: 40.
- sezon 1993/1994: 42.
- sezon 1994/1995: 52.
- sezon 1995/1996: 56.
- sezon 1996/1997: 58.

#### Miejsca na podium
Zelingerová nigdy nie stała na podium zawodów PŚ.